# Дедза
Де́дза (англ. Dedza) — селище, центральний населений пункт та адміністративний центр дистрикту Дедза Центрального регіону Малаві.
Населення — 30928 осіб (2018, 20241 у 2008, 15408 у 1998, 16899 у 1987, 5448 у 1977).